# Barak (Kirguistán)
Barak es un pueblo kirguís completamente rodeado por Uzbekistán. Su estatus de facto como uno de los 88 enclaves internacionales actuales del mundo empezó en 1999. Administrativamente, es parte del distrito de Kara-Suu, en la provincia de Osh, pero está rodeada por la provincia de Andillán de Uzbekistán. En 2009 tenía 627 habitantes.
Se cree que la pequeña localidad, situada en el valle de Ferganá, tenía más tarde 153 familias (aproximadamente mil residentes). Se encuentra unos 4 km al noroeste de la carretera de Osh (Kirguistán) a Khodjaabad (Uzbekistán), cerca de la frontera entre Kirguistán y Uzbekistán en la dirección hacia Andijan (40°47′N 72°20′E / 40.783, 72.333). Esto lo coloca aproximadamente a 1,5 km de la frontera uzbeka-kirguís, cerca del pueblo de Ak-Tash.
Como consecuencia de la disolución de la Unión Soviética, el pueblo ha estado envuelto en las disputas fronterizas.